# Edgar-Klasse (1758)
Die Edgar-Klasse war eine Klasse von drei 60-Kanonen-Linienschiffen 4. Ranges der britischen Marine, die von 1758 bis 1791 in Dienst stand.

## Einheiten
| Name    | Bauwerft                    | Bestellung     | Kiellegung      | Stapellauf        | Indienststellung  | Verbleib                                                                |
| ------- | --------------------------- | -------------- | --------------- | ----------------- | ----------------- | ----------------------------------------------------------------------- |
| Edgar   | Cuckolds Point, Rotherhithe | 19. April 1756 |                 | 16. November 1758 | 13. Dezember 1758 | Im August 1774 in Sheerness in flachem Wasser gesunken, 1775 abgewrackt |
| Panther | Chatham Dockyard, Chatham   | 25. Mai 1756   | Juni 1756       | 26. Juni 1758     | 25. Juli 1758     | Hulk ab 1788, November 1813 abgebrochen                                 |
| Firm    | Blackwall Yard, Blackwall   | 15. Juli 1756  | 12. August 1758 | 15. Januar 1759   | 15. Februar 1759  | Verkauft im November 1791                                               |

## Technische Beschreibung
Die Klasse war als Batterieschiff mit zwei durchgehenden Geschützdecks konzipiert und hatte eine Länge von 46,94 Metern (Geschützdeck), eine Breite von 13,16 Metern und einen Tiefgang von 5,49 Metern. Sie waren Rahsegler mit drei Masten (Fockmast, Großmast und Kreuzmast). Der Rumpf schloss im Heckbereich mit einem Heckspiegel, in den Galerien integriert waren, die in die seitlich angebrachten Seitengalerien mündeten.
Die Besatzung hatte eine Stärke von 420–600 Mann. Die Bewaffnung der Klasse bestand aus 60 Kanonen.
|        | Unteres Batteriedeck | Oberes Batteriedeck | Backdeck      | Achterdeck    | Kanonen (Geschossgewicht) |
| ------ | -------------------- | ------------------- | ------------- | ------------- | ------------------------- |
| Design | 24 × 24-Pfünder      | 26 × 12-Pfünder     | 2 × 6-Pfünder | 8 × 6-Pfünder | 60 Kanonen (214,96 kg)    |